# Coppell (Texas)
Pour les articles homonymes, voir Coppell.
La ville américaine de Coppell est située dans les comtés de Dallas et Denton, dans l’État du Texas. Lors du recensement de 2010, elle comptait 38 659 habitants.

## Source
- (en) Cet article est partiellement ou en totalité issu de l’article de Wikipédia en anglais intitulé « Coppell, Texas » (voir la liste des auteurs).